# 卡索拉泰森皮奥内
卡索拉泰森皮奥内（義大利語：Casorate Sempione），是意大利瓦雷泽省的一个市镇。总面积6平方公里，人口5730人，人口密度955.0人/平方公里（2009年）。国家统计（ISTAT）代码为012039。

## 友好城市
- 法國圣艾蒂安-德圣茹瓦尔
- 法國圣茹瓦尔
- 法國圣米歇尔-德圣茹瓦尔